# Косых, Григорий Георгиевич
Григорий Георгиевич Косых (9 февраля 1934, Уральск — 23 февраля 2012, Москва) — советский стрелок из пистолета, Олимпийский чемпион. Заслуженный мастер спорта СССР (1968).

## Биография
В 1969 году закончил Московский заочный педагогический институт, а в 1975 году — Академию МВД СССР.
Выступал за московское «Динамо», а после окончания спортивной карьеры в 1981—1988 годах работал главным тренером ЦС «Динамо».
На Олимпийских играх в Мехико победил в стрельбе из произвольного пистолета МЦ-55-1 на дистанции 50 метров с олимпийским рекордом — 562 очка из 600 возможных, из них 30 пробоин — центровые «десятки». Принимал участие также в двух следующих Олимпиадах, но призовых мест больше не занимал: на Олимпиаде 1972 года был на 8 месте, а на Играх 1976 года — на 7 месте.
Член КПСС с 1977 года. Награждён орденом «Знак Почёта».
Скончался 23 февраля 2012 года. Похоронен на северной территории Хованского кладбища (уч. 288).

## Спортивные достижения
- чемпион Олимпийских игр (1968)
- восьмикратный чемпион мира (1962, 1966, 1970, 1974)
- бронзовый призёр чемпионата мира (1970)
- тринадцатикратный чемпион Европы (1963, 1965, 1969, 1972—1975)
- шестикратный серебряный призёр чемпионатов Европы (1963, 1965, 1969, 1971, 1975)
- бронзовый призёр чемпионата Европы (1971)
- восемнадцатикратный чемпион СССР (1961, 1964—1965, 1967—1968, 1970—1971, 1974—1976)
- девятикратный рекордсмен мира и Европы
- двенадцатикратный рекордсмен СССР